# Concilio de Roma (430)
El 11 de agosto del año 430 fue convocado un concilio en Roma por el Papa Celestino contra Nestorio. 
No se sabe quienes eran los Obispos que le componían pero se ve que sus Decretos pasaron por los Decretos de todo Occidente. Se leyeron en él y se examinaron las Homilías y las Cartas que Nestorio había enviado a Roma; y a esta lectura clamaron todos Ca los Obispos, que era autor de una herejía perniciosa. Al contrario, se aprobaron mucho las dos Cartas de San Cirilo y se declararon ortodoxas. El Papa hizo ver en un discurso dilatado que la Virgen era verdaderamente Madre de Dios, por los pasajes de los Padres; entre otros, de San Hilario y el Papa Dámaso. El Concilio declaró que los que no seguían esta Fe serían depuestos del ministerio.
El Papa dictó los Decretos del Concilio y escribió a Nestorio y a San Cirilo. En ellos, se dice:
- que las dos Cartas escritas por San Cirilo a Nestorio le servirían de dos moniciones
- que la Carta que le escribía el Papa sería la tercera y que si en diez días después que esta Carta se le hubiese notificado, no declaraba claramente y sin equívoco que recibía la creencia enseñada por las Iglesias de Roma y de Alejandría y por toda la Iglesia Católica y si no condenaba la novedad criminal por la cual separa lo que la Escritura nos enseña ser perfectamente unido, será desde entonces separado de la Comunión de la Iglesia y privado de todo el poder que pertenece a la Dignidad del Sacerdocio
- que es necesario que condene lo que ha creído hasta entonces y que enseñe lo que ve que ha enseñado San Cirilo
- que los que le han seguido en su error, serán obligados a renunciarle por escrito, si no quieren ser separados de la Comunión
- que si después de haber condenado sus errores no da una prueba de su entera corrección, llamando a la Iglesia todas las personas que había privado de la Comunión, será él mismo echado de ella.

El Papa ordena también que San Cirilo gobernara este asunto en nombre de la Santa Sede y con su autoridad para notificar esta sentencia a Nestorio y a todos los demás para hacerla ejecutar con toda la severidad necesaria y proveer prontamente a las urgencias de la Iglesia de Constantinopla, si Nestorio rehúsa someterse a las condiciones que se le proponen; esto es, para elegir otro Obispo. El Papa comunicó a los Obispos la resolución del Concilio por diversas cartas que tenemos todavía.